# Winkel (Svizzera)
Winkel (toponimo tedesco) è un comune svizzero di 4 391 abitanti del Canton Zurigo, nel distretto di Bülach.

## Storia
Nel 1811 ha inglobato i comuni soppressi di Eschenmosen e Rüti; nel 1919 Eschenmosen fu assegnato al comune di Bülach.

## Monumenti e luoghi d'interesse

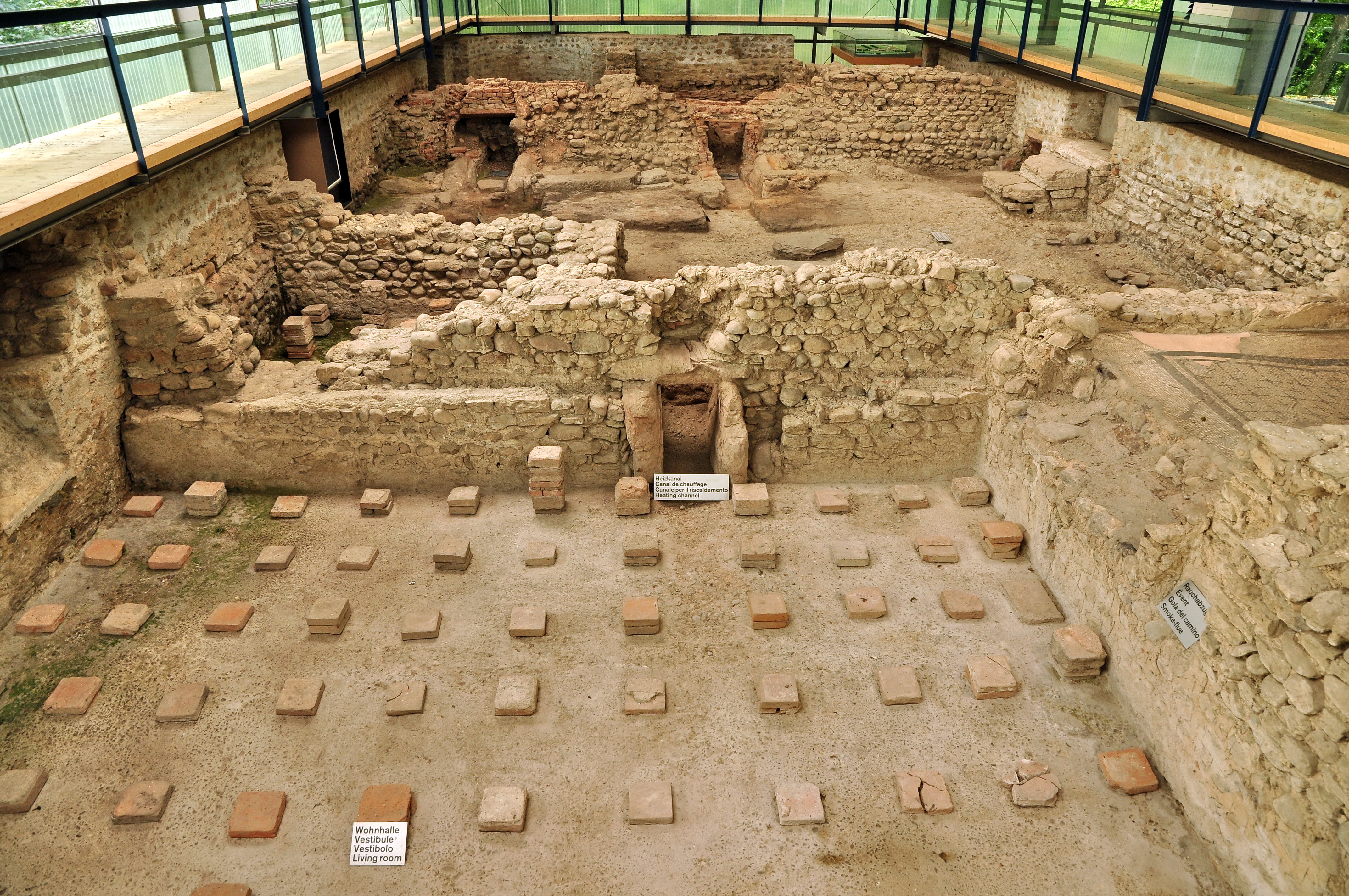
La villa rustica di Seeb

- Villa rustica di Seeb, resti di una villa rustica romana risalente al I-IV secolo[2].

## Società

### Evoluzione demografica
L'evoluzione demografica è riportata nella seguente tabella:
Abitanti censiti

## Amministrazione
Ogni famiglia originaria del luogo fa parte del cosiddetto comune patriziale e ha la responsabilità della manutenzione di ogni bene ricadente all'interno dei confini del comune.